# Tomás Cullen
Tomás Rufino Cullen (Santa Fe, 27 de febrero de 1863 - Buenos Aires, 17 de junio de 1940) fue un abogado, hacendado y político argentino, que ejerció como Ministro de Justicia e Instrucción Pública de su país durante la segunda década del siglo XX.

## Biografía
Nieto del gobernador de la Provincia de Santa Fe, Domingo Cullen, estudió en el Colegio del Salvador de Buenos Aires y se doctoró en derecho en la Universidad de Buenos Aires, en 1885, con una tesis sobre "Arbitraje internacional". Realizó una gira por Europa y los Estados Unidos, especializándose en finanzas y derecho financiero.
Fue Juez de Paz en la ciudad de Buenos Aires, para ser posteriormente Juez del fuero criminal. Fue también fiscal y procurador de la Provincia de Santa Fe.
Formó parte de la Comisión para la revisión de las leyes electorales en 1893, y en 1898 fue elegido diputado nacional. Tras finalizar su mandato, se alejó de la política durante una década. Fue profesor de Derecho Constitucional en la Universidad de Buenos Aires.
En 1914, el presidente Roque Sáenz Peña lo nombró Ministro de Justicia e Instrucción Pública de la Nación. Continuó ejerciendo el mismo cargo con su sucesor, Victorino de la Plaza, quien lo consideraba uno de sus principales asesores.
Desde 1892 daba clases en el Colegio Nacional de Buenos Aires, y en 1917, tras el final de su gestión ministerial, fue elegido rector del mismo por los demás profesores.